# Canton de Pont-de-Veyle
Le canton de Pont-de-Veyle est une ancienne division administrative française, située dans le département de l'Ain en région Auvergne-Rhône-Alpes.

## Géographie
Ce canton était organisé autour de Pont-de-Veyle dans l'arrondissement de Bourg-en-Bresse. Son altitude variait de 168 m pour Cormoranche-sur-Saône à 225 m pour Saint-André-d'Huiriat, avec une moyenne de 204 m.

## Histoire

Localisation du canton dans l'Ain avant 2015.

Conformément au décret du 13 février 2014, en application de la loi du 17 mai 2013 prévoyant le redécoupage des cantons français, le canton de Pont-de-Veyle disparaît à l'issue des élections départementales de mars 2015. Il est englobé dans le canton de Vonnas.

## Représentation

### Conseillers généraux de 1833 à 2015
| Période | Période      | Identité                             | Étiquette        | Qualité |
| ------- | ------------ | ------------------------------------ | ---------------- | --- |
| 1833    | 1836 (décès) | Jean-François Dombey                 |                  | Médecin, maire de Pont-de-Veyle (1815, 1818-1836)                                                                                             |
| 1836    | 1861         | Augustin-Louis de Parseval           |                  | Ancien chef de service au Ministère des Finances Propriétaire du château de Pont-de-Veyle créateur d'une ferme-école                          |
| 1861    | 1869         | Alexandre Bodin dit de Montribloud   | Conservateur     | Propriétaire à Saint-André-de-Corcy Député (1848-1849 et 1852-1869)                                                                           |
| 1869    | 1877         | Edouard Dombey (fils de J.F.Dombey)  | Droite           | Propriétaire, maire de Pont-de-Veyle (1865-1878), conseiller d'arrondissement                                                                 |
| 1877    | 1900 (décès) | Jacques Tondu                        | UR               | Ancien notaire à Pont-de-Veyle Député (1876-1889) Directeur de l'asile d'aliénés de Bron (Rhône) puis de l'établissement de Villejuif (Seine) |
| 1901    | 1906 (décès) | Émile Déplanche                      | Rad.             | Maire de Saint-Jean-sur-Veyle, propriétaire à Montrevel, conseiller d'arrondissement                                                          |
| 1906    | 1919         | Ernest Déplanche (fils du précédent) | Rad.             | Propriétaire à Montrevel, conseiller d'arrondissement                                                                                         |
| 1919    | 1935         | Antoine Brevet                       | Rad.ind.         | Médecin, maire de Pont-de-Veyle (1919-1925)                                                                                                   |
| 1935    | 1940         | Jean-Marie Simon                     | Antifasciste DVG | Instituteur retraité, Crottet |
|         |              |                                      |                  | |
| 1945    | 1959 (décès) | Jean-Marie Simon                     | DVG puis SFIO    | Instituteur retraité, Crottet |
| 1959    | 1992         | André Rullière (1928-2003)           | DVD puis RPR     | Médecin à Pont-de-Veyle |
| 1992    | 2011         | Jean-François Pelletier              | UDF puis UMP     | Chef d'entreprise Maire de Saint-Cyr-sur-Menthon (1983-2014)                                                                                  |
| 2011    | mars 2015    | Christophe Greffet                   | PS               | Cadre Maire de Saint-Genis-sur-Menthon depuis 1995 Vice-président du conseil général                                                          |

### Conseillers d'arrondissement (de 1833 à 1940)
| Période                                  | Période | Identité                                       | Étiquette   | Qualité |
| ---------------------------------------- | ------- | ---------------------------------------------- | ----------- | --- |
| 1833                                     | 1848    | M. Jacquemet                                   |             | Maire de Saint-André-d'Huiriat                                                                              |
| 1848                                     | 1852    | Benoit Bourdon                                 |             | Négociant, Faty, Grièges                                                                                    |
| 1852                                     | 1864    | Louis Alphonse Gillet de Valbreuze (1808-1890) |             | Propriétaire du château, maire de Bey                                                                       |
| 1864                                     | 1869    | Edouard Dombey                                 |             | Propriétaire à Pont-de-Veyle                                                                                |
| 1869                                     | 1883    | Benoit Bourdon                                 |             | Négociant, Faty, Grièges                                                                                    |
| 1883                                     | 1901    | Émile Déplanche                                | Républicain | Maire de Saint-Jean-sur-Veyle, propriétaire à Montrevel                                                     |
| 1901                                     | 1906    | Ernest Déplanche                               | Radical     | Propriétaire à Montrevel-en-Bresse                                                                          |
| mars 1907                                | 1910    | Frédéric Burtin (1849-1917)                    | Républicain | Cultivateur, maire de Saint-Cyr-sur-Menthon                                                                 |
| 1910                                     | 1919    | Jean Janin                                     |             | Maire de Crottet                                                                                            |
| 1919                                     | 1922    | Auguste Vernay                                 |             | Maire de Saint-Jean-sur-Veyle                                                                               |
| 1922                                     | 1940    | Léon Bourdon                                   | Radical     | Cultivateur, maire de Grièges                                                                               |
| 1940                                     |         |                                                |             | Les conseils d'arrondissement ont été suspendus par la loi du 12 octobre 1940 et n'ont jamais été réactivés |
| Les données manquantes sont à compléter. |         |                                                |             | |

Source : Journal Le Courrier de l'Ain sur le site des archives départementales.

## Composition

Communes du canton.

Le canton de Pont-de-Veyle regroupait douze communes :
| Nom                       | Code Insee | Intercommunalité | Population (dernière pop. légale) |
| ------------------------- | ---------- | ---------------- | --------------------------------- |
| Pont-de-Veyle (chef-lieu) | 01306      | CC de la Veyle   | 1 595 (2014)                      |
| Bey                       | 01042      | CC de la Veyle   | 265 (2014)                        |
| Cormoranche-sur-Saône     | 01123      | CC de la Veyle   | 1 089 (2014)                      |
| Crottet                   | 01134      | CC de la Veyle   | 1 719 (2014)                      |
| Cruzilles-lès-Mépillat    | 01136      | CC de la Veyle   | 832 (2014)                        |
| Grièges                   | 01179      | CC de la Veyle   | 1 908 (2014)                      |
| Laiz                      | 01203      | CC de la Veyle   | 1 191 (2014)                      |
| Perrex                    | 01291      | CC de la Veyle   | 796 (2014)                        |
| Saint-André-d'Huiriat     | 01334      | CC de la Veyle   | 557 (2014)                        |
| Saint-Cyr-sur-Menthon     | 01343      | CC de la Veyle   | 1 730 (2014)                      |
| Saint-Genis-sur-Menthon   | 01355      | CC de la Veyle   | 473 (2014)                        |
| Saint-Jean-sur-Veyle      | 01365      | CC de la Veyle   | 1 090 (2014)                      |

## Démographie
| 1962  | 1968  | 1975  | 1982  | 1990   | 1999   | 2006   | 2011   | 2012   |
| ----- | ----- | ----- | ----- | ------ | ------ | ------ | ------ | ------ |
| 7 292 | 7 335 | 7 766 | 8 808 | 10 276 | 11 079 | 12 194 | 13 059 | 13 162 |